# GAZ-69
Der GAZ-69 (russisch ГАЗ-69) ist ein Geländewagen mit Allradantrieb, der ab 1953 zuerst vom sowjetischen Gorkowski Awtomobilny Sawod (GAZ) in Serie produziert wurde. Er ist der Nachfolger des GAZ-67B aus dem Jahr 1944 und wurde zu Beginn der 1970er-Jahre durch den UAZ-469 ersetzt. Baugleiche Fahrzeuge erhielten im Rahmen von Herstellerwechseln auch die Bezeichnung UAZ-69. Der rumänische Fahrzeughersteller ARO fertigte das Fahrzeug in verschiedenen Versionen von 1957 an in Lizenz.

## Fahrzeuggeschichte

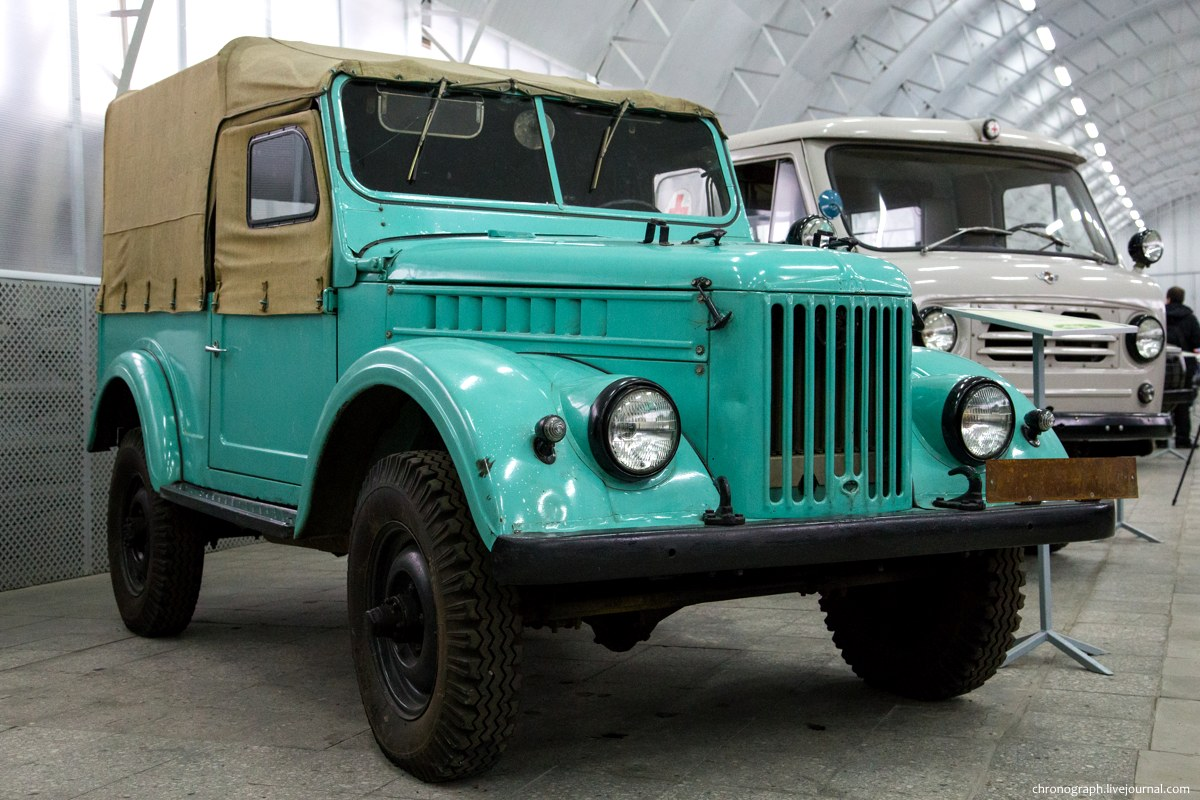
Ein GAZ-69 aus der Produktion des UAZ-Werks

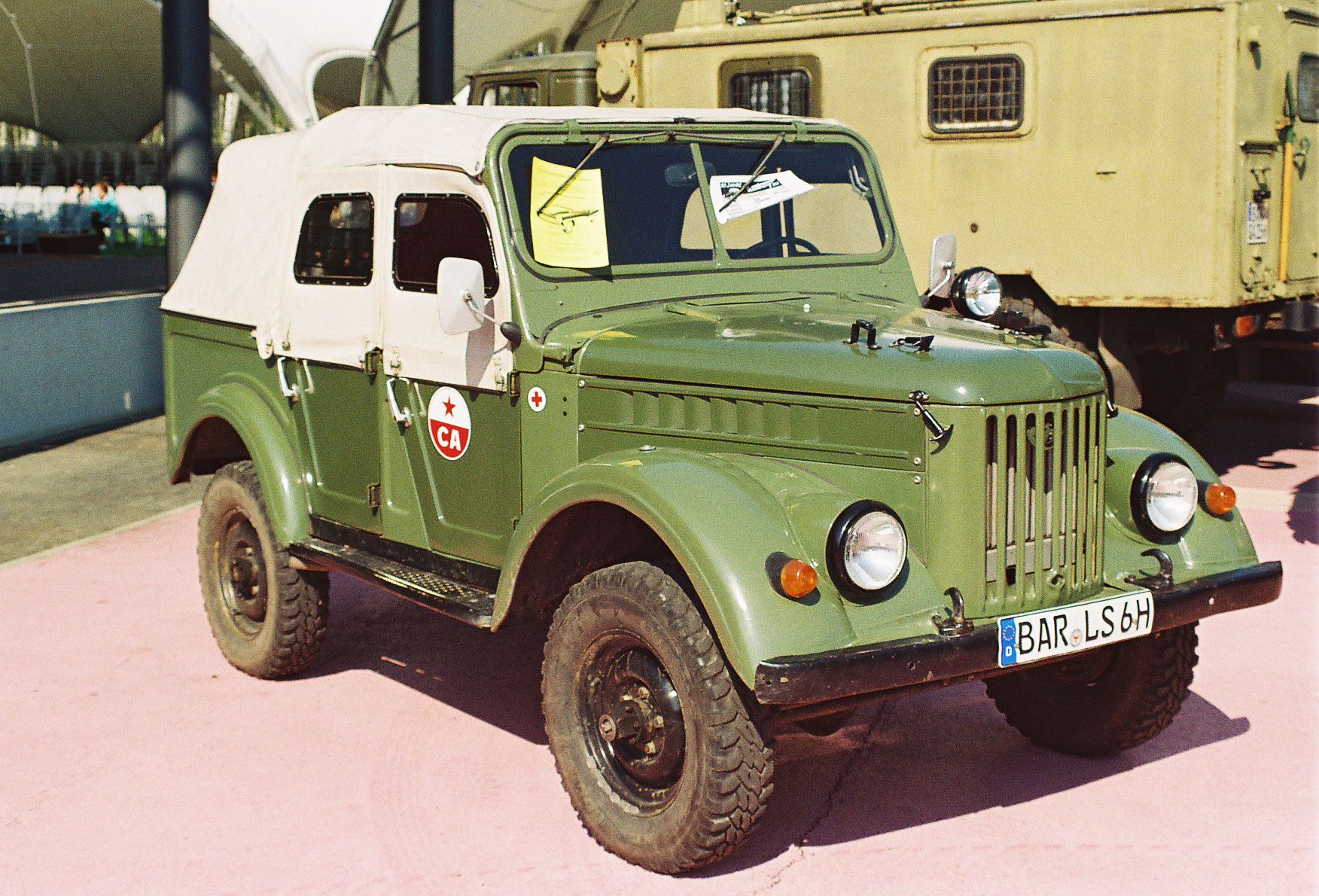
GAZ-69A mit vier statt zwei Türen

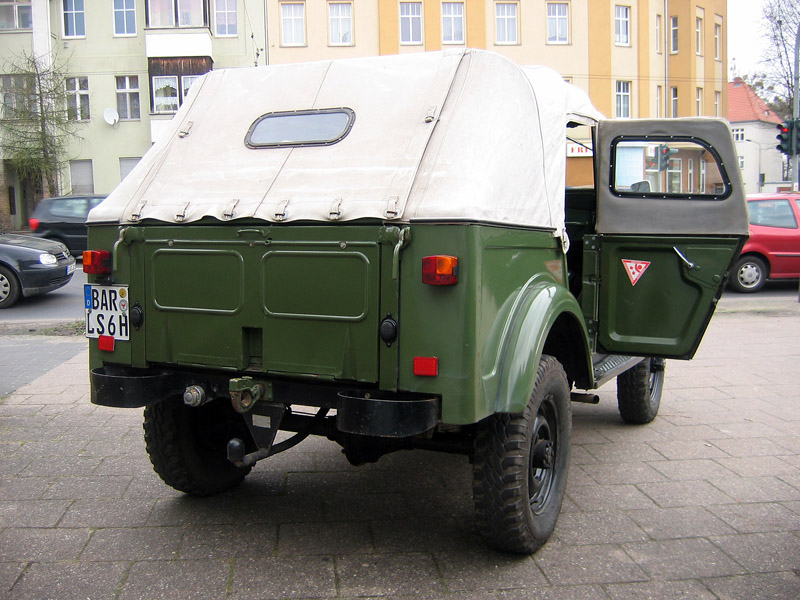
GAZ-69A, Heckansicht

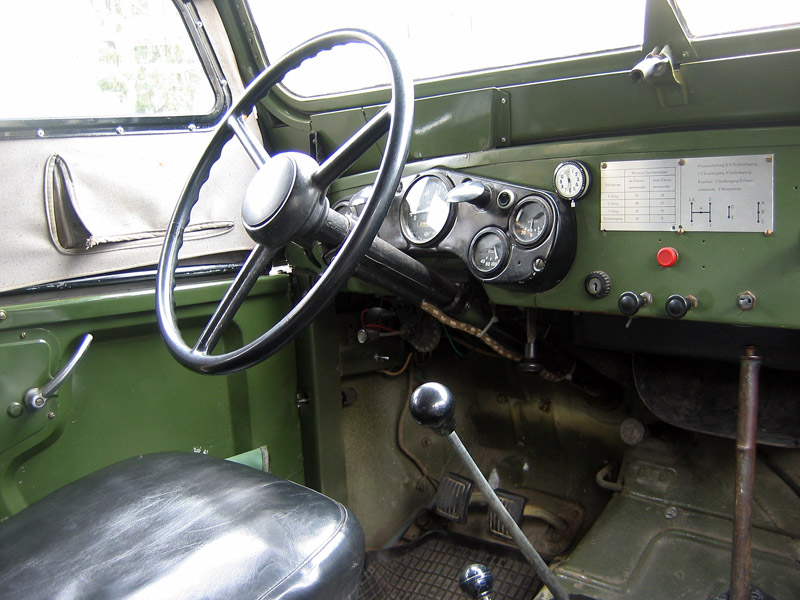
GAZ-69A, Armaturenbrett

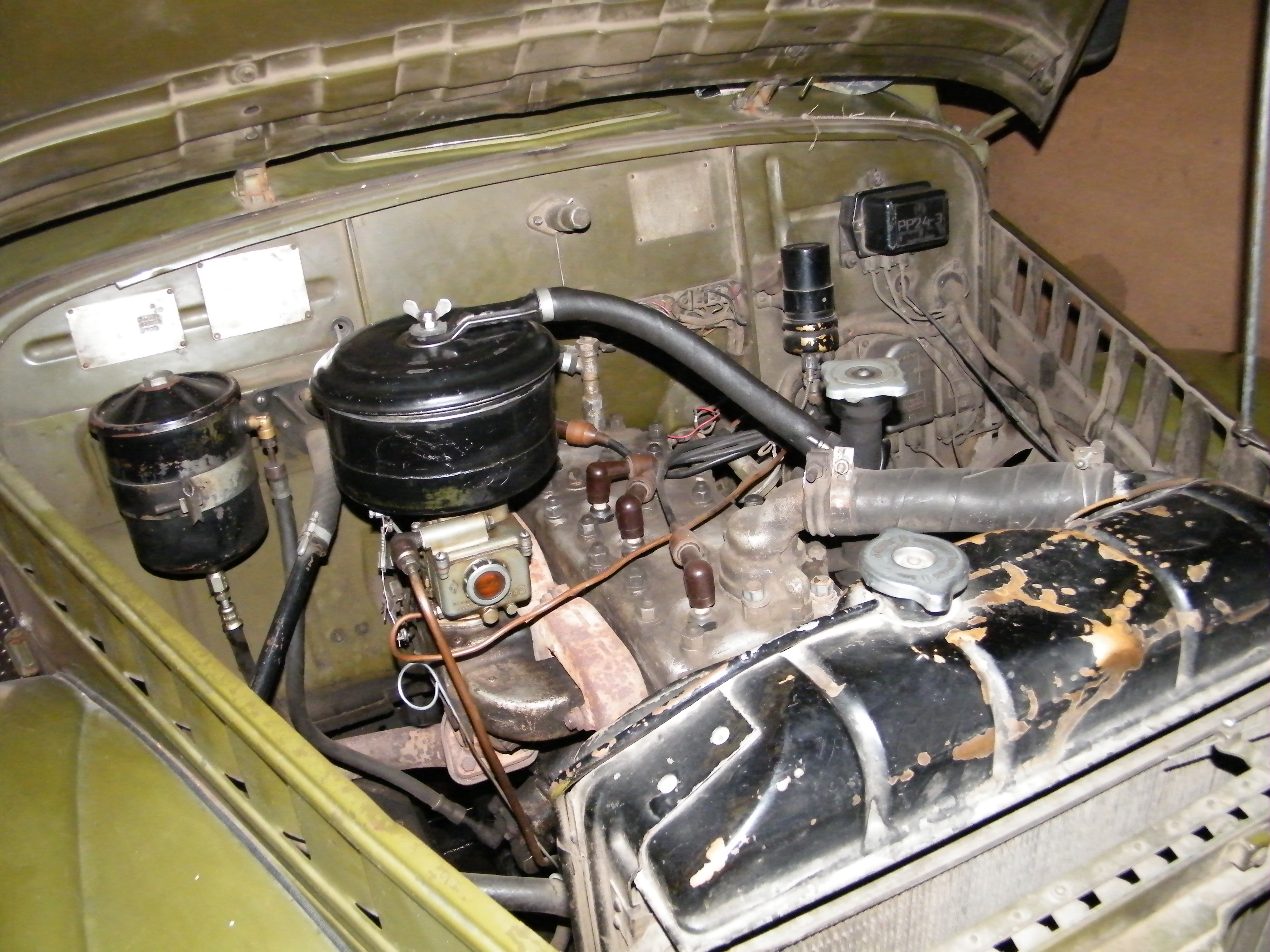
Motorraum des GAZ-69

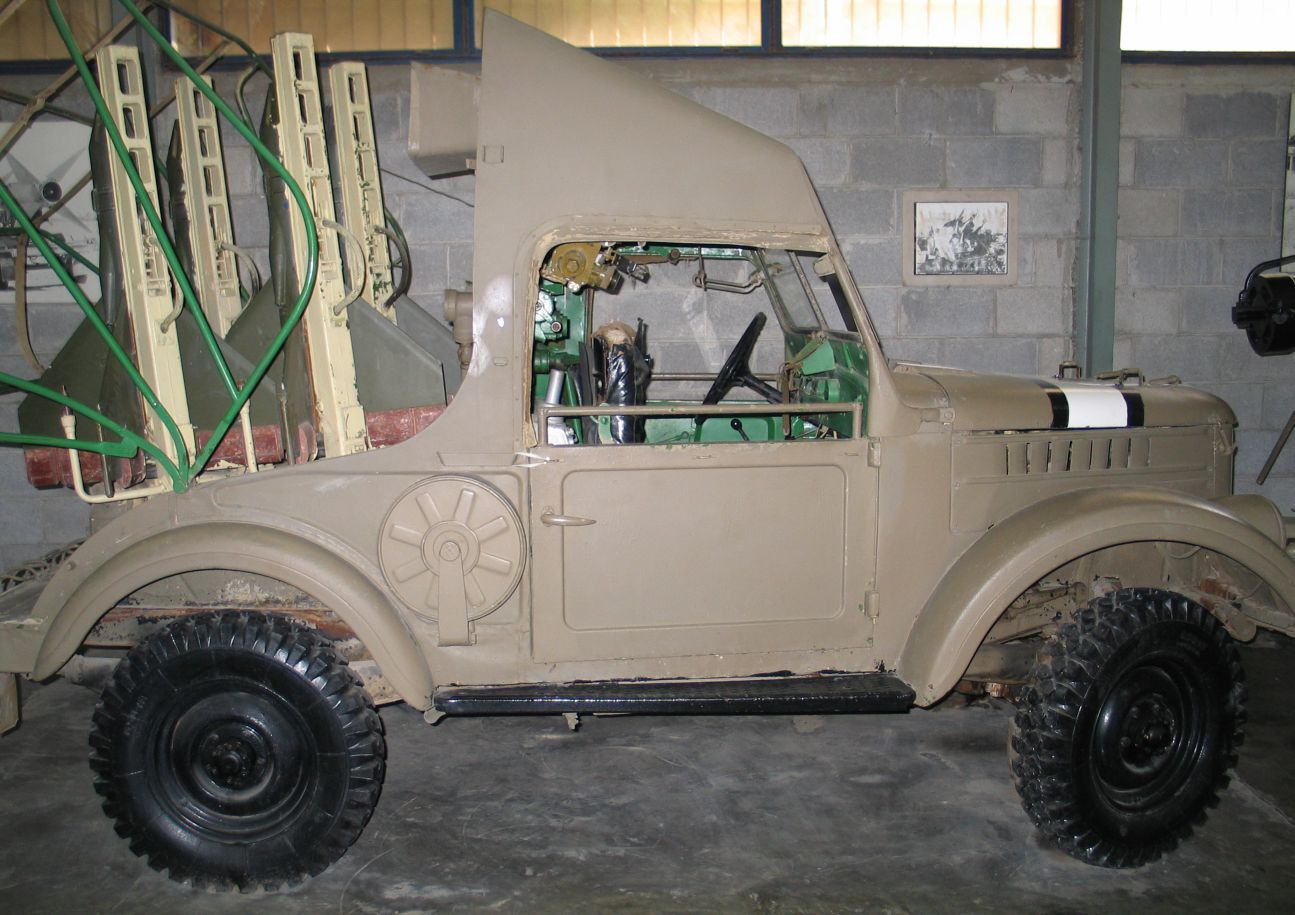
2P26

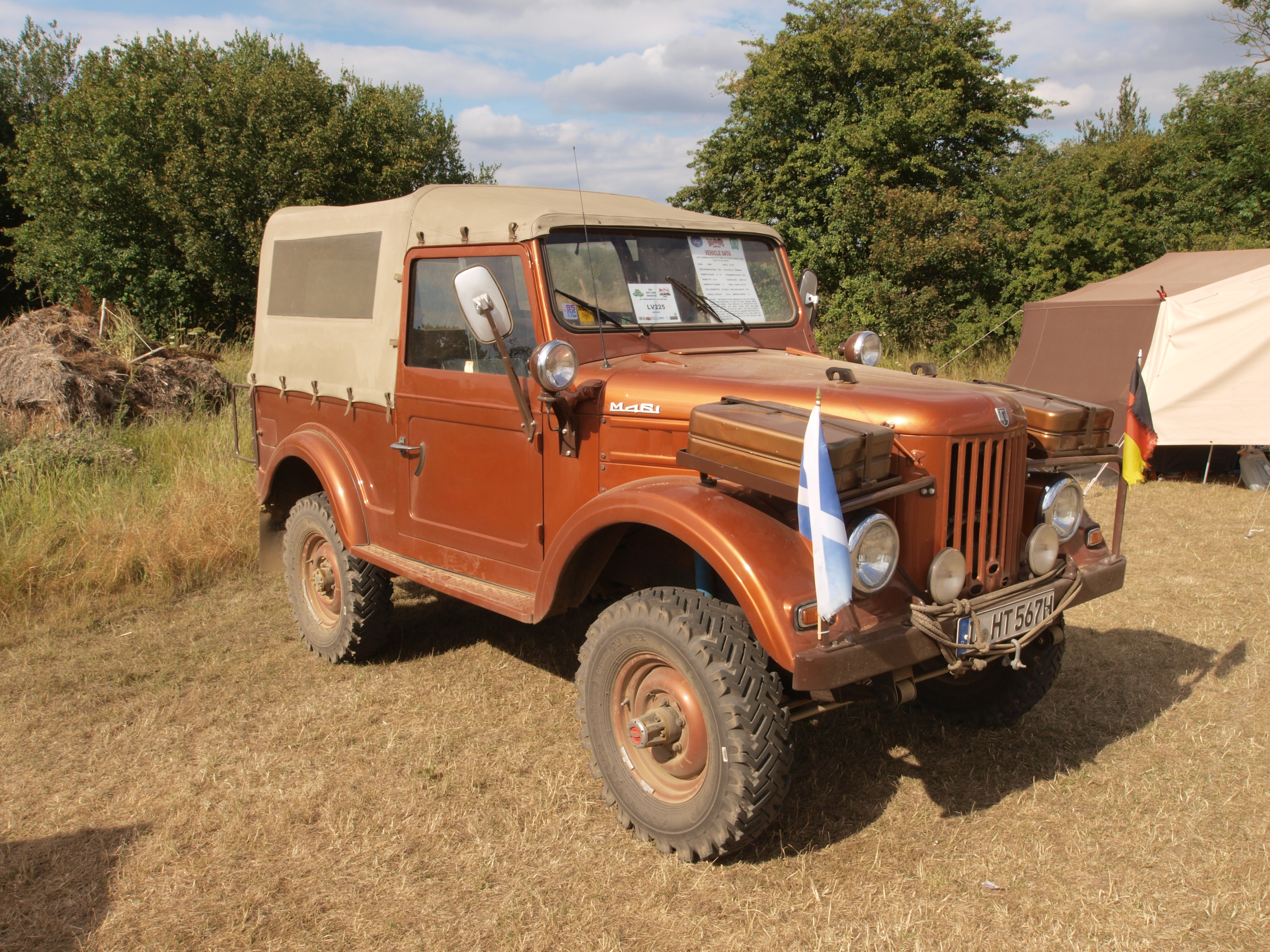
Rumänische Lizenzversion ARO M461

Erste Prototypen des Fahrzeugs wurden bereits im Oktober 1947 gefertigt. Dabei wich die Form der Karosserie noch vom späteren Serienfahrzeug ab. Eine zweite und dritte Serie von Prototypen wurde im Februar 1948 gebaut, alle Varianten wurden 12.500 Kilometer lang ausgiebig getestet. Die werksseitigen Erprobungen wurden im Sommer 1948 abgeschlossen und das Fahrzeug zur Produktion empfohlen.
Im Mai 1951 baute das GAZ-Werk den Prototyp einer viertürigen Version, der später als GAZ-69A produziert werden sollte. Auch dieses Fahrzeug wurde Tests unterzogen, die bis zum September 1951 abgeschlossen waren. Eine Serienproduktion wurde aber nach wie vor nicht genehmigt, stattdessen lief die Fertigung des Vorgängers GAZ-67 weiter.
Die Serienproduktion des Fahrzeugs begann am 25. August 1953. Die Verzögerungen waren auch dadurch begründet, dass die Fertigung als militärisch relevant eingestuft und umfassende Sicherheitsvorkehrungen getroffen wurden. Die Montage erfolgte in einem separaten Produktionskomplex, der nur von ausgewählten Personen betreten werden durfte. Auf einer Parade am 7. November 1953 in Moskau wurde das Fahrzeug präsentiert. Bis zum Jahresende verließen insgesamt 1302 Stück das Werksgelände.
Ein Jahr später, 1954, wurde die Produktion von Gorki in das Uljanowski Awtomobilny Sawod verlagert. Das Werk in Gorki hatte chronische Schwierigkeiten, weil zu viele Modelle auf einmal produziert wurden. Indem man die Fertigung des GAZ-69 abgab, wurden Kapazitäten für die Lastwagenproduktion frei. Technische Änderungen gab es keine, lediglich der Schriftzug auf der Motorhaube änderte sich von GAZ in UAZ. 1957 nahm der rumänische Hersteller ARO die Lizenzproduktion auf. Zunächst wurden die Fahrzeuge unter dem Namen IMS 57 gebaut, ab 1959 unter wechselnden Bezeichnungen.
Bei UAZ erschien einige Jahre vor dem Produktionsende eine überarbeitete Version des Fahrzeugs mit stärkerem 2,4-Liter-Motor, die als GAZ-69M beziehungsweise auch UAZ-69M bezeichnet wurde. Auch vom GAZ-69A gab es eine solche Version, die als GAZ-69AM oder auch UAZ-69AM bezeichnet wurde. 1972 endete die Produktion aller Varianten in Uljanowsk zugunsten des Nachfolgers UAZ-469. Insgesamt wurden 634.285 Exemplare aller Versionen gefertigt. Darunter waren 356.642 GAZ-69, 230.185 GAZ-69A und 10.551 Stück der überarbeiteten Versionen GAZ-69M und GAZ-69AM. In Rumänien lief die Fertigung erst 1975 aus, dort wurden noch einmal über 100.000 Stück gebaut.
Der GAZ-69 wurde in insgesamt 56 Staaten exportiert. Die DDR importierte ab 1961 um die 2500 Exemplare sowie zusätzlich knapp 5000 Stück aus rumänischer Produktion.

## Modellversionen
Das Fahrzeug wurde von verschiedenen Herstellern über zwei Jahrzehnte mit diversen Modifikationen hergestellt. Die nachfolgende Liste gibt einen Überblick über ausgewählte Varianten und erhebt keinen Anspruch auf Vollständigkeit.
- GAZ-69 – Die zweitürige Grundversion des Fahrzeugs wurde ab 1953 zunächst bei GAZ und später bei UAZ in Serie gefertigt.
- GAZ-69A – Version des Fahrzeugs mit vier Türen.
- GAZ-69E – Modell mit abgeschirmter Elektrik. Die Bordelektrik und insbesondere die Zündanlage sollte gegen Beeinflussung durch elektromagnetische Strahlung geschützt werden.
- GAZ-69M – Auch als UAZ-69M bekannt. Diese Version hatte einen leistungsstärkeren Motor mit nun 65 PS (48 kW) und 2,4 Litern Hubraum.
- GAZ-69AM – Auch als UAZ-69AM bezeichnet, GAZ-69A mit stärkerem Motor.
- GAZ-69-98 – Von UAZ entwickelte Version, die über zusätzliche Seitenfenster verfügt.
- GAZ-46 – Amphibienfahrzeug, das Fahrgestell und Technik des GAZ-69 nutzt.
- GAZ-M72 – Um das Fahrzeug komfortabler zu gestalten, wurde auf das Fahrgestell des GAZ-69 die Karosserie des GAZ-M20 Pobeda gesetzt. Der so entstandene GAZ-M72 wurde 1955 bis 1958 in Serie gebaut.
- UAZ-450 – UAZ entwickelte auf Basis des GAZ-69 einen allradgetriebenen Kleintransporter, der das komplette Fahrgestell des Geländewagens und auch die Technik übernahm. Bei dem Fahrzeug handelt es sich um den Vorläufer des bekannten UAZ-452.
- UAZ-450A – Version des UAZ-450 als Krankenkraftwagen.
- UAZ-450D – Version des UAZ-450 als Pritschenwagen.
- 2P26 – Armeefahrzeug, das als Basis für die Panzerabwehrrakete 2K15 Schmel diente.
- IMS 57 – Die erste Lizenzversion des rumänischen Herstellers ARO, die von 1957 bis 1959 in etwa 2000 Exemplaren gebaut wurde.[4]
- M59 – Die zweite, von ARO von 1959 bis 1964 gebaute Lizenzversion des GAZ-69. Verschiedene Änderungen und Verbesserungen wurden gegenüber dem Original vorgenommen, insgesamt etwa 21.000 Fahrzeuge gebaut.[5]
- M461 – Dritte Lizenzversion von ARO, gebaut von 1964 bis 1969. Es gab auch Varianten mit importierten amerikanischen Dieselmotoren. Das Fahrzeug wurde in viele Staaten exportiert, unter anderem nach Kolumbien.[6]
- M461C – Modernisierte Version des M461, gefertigt von 1969 bis 1975. Von beiden Varianten wurden insgesamt 80.223 Stück gebaut.[7]
- Kaengsaeng-68 – Lizenzversion aus Nordkorea

## Technische Daten
Die Daten gelten für das Grundmodell GAZ-69, wobei die Spezifikationen der anderen Modelle nur geringfügig abweichen.
- Motor: Vierzylinder-Reihen-Ottomotor
- Motortyp: „GAZ-69“[8]
- Nennleistung: 55 PS (40 kW)
- Max. Drehmoment: 12,7 kpm (124,6 Nm)
- Hubraum: 2120 cm³
- Hub: 100 mm
- Bohrung: 82 mm
- Verdichtung: 6,2:1 bis 6,5:1
- Tankinhalt: 48 l und 27 l im Reservetank
- Kupplung: Einscheiben-Trockenkupplung
- Getriebe: mechanisch, drei Gänge, erster Gang unsynchronisiert
- Untersetzung: zweistufige Geländeuntersetzung
- Höchstgeschwindigkeit: 90 km/h
- Antriebsformel: 4×4

Abmessungen und Gewichte
- Länge: 3850 mm
- Breite: 1850 mm
- Höhe: 2030 mm
- Radstand: 2300 mm
- Bodenfreiheit: 210 mm
- Spurweite vorne und hinten: 1440 mm
- Wendekreis (Durchmesser): 13 m
- Leergewicht: 1525 kg
- Zuladung: zwei Personen plus 500 kg, alternativ acht Personen (inklusive Fahrer)
- zulässiges Gesamtgewicht: 2175 kg
- Anhängelast: 800 kg
- Achslast vorne: 940 kg
- Achslast hinten: 1235 kg
- Reifendimension: 6,50×16"